# 卡皮塔內霍
卡皮塔內霍是哥倫比亞的城鎮，位於該國東北部，由桑坦德省負責管轄，距離首府布卡拉曼加197公里，始建於1628年，面積81平方公里，海拔高度1,136米，2005年人口5,988。
6°32′N 72°42′W / 6.533°N 72.700°W